# Вдовино (Татарстан)
Вдовино (также Вдовин) — упразднённый посёлок в Ютазинском районе Республики Татарстан России. Входил на момент упразднения в состав Ютазинского сельсовета.

## География
Посёлок находился в юго-восточной части Татарстана, в лесостепной зоне, в пределах Бугульминско-Белебеевской возвышенности, , примерно в 2 км западнее села Ютаза.

### Климат
Климат характеризуются как умеренно континентальный, с продолжительной умеренно холодной зимой и тёплым коротким летом. Среднегодовая температура воздуха составляет 3,2 °С. Средняя температура воздуха самого холодного месяца (января) — −12 °C; самого тёплого месяца (июля) — 18,7 °C. Среднегодовое количество атмосферных осадков составляет 528 мм, из которых более 70 % выпадает в период с апреля по октябрь.

## История
С 1930 года в составе Чирковского сельсовета Бугульминского района, а с 1935 года — Ютазинского сельсовета Ютазинского района. Не упоминается в справочных изданиях после 1948 года.

## Население
Население 61 человек, дата переписи 1930 года.